# Parkchester (metropolitana di New York)
Parkchester, conosciuta anche con il nome di Parkchester-East 177th Street, è una stazione della metropolitana di New York, situata sulla linea IRT Pelham. Aperta il 27 maggio 1920, nel 2014 è stata utilizzata da 5 586 943 passeggeri.
È servita dalle linee 6 Lexington Avenue and Pelham Local, sempre attiva, e 6 Lexington Avenue Local and Pelham Express, attiva solo nelle ore di punta.